# 七傷拳
七傷拳為金庸武俠小說《倚天屠龍記》中崆峒派的武功，由於其特點為若是使用者功力不足反而會造成自身之內傷。

## 小說中的七傷拳
崆峒派開山祖師木靈子曾持之揚威天下，但後來崆峒五老內功不足卻強練，因此人人暗伏內傷，反倒從他們手中奪去秘笈的謝遜卻將這門拳法發揮的淋漓盡致，而張無忌則輾轉由謝遜處知悉七傷拳要訣，在維護明教力鬥六大派高手時，在崆峒五老面前炫耀七傷拳功。
總綱「人體內有陰陽二氣，金木水火土五行，心屬火、肺屬金、腎屬水、脾屬土、肝屬木，一練七傷，七者皆傷。」
口訣：「五行之氣調陰陽，損心傷肺摧肝腸。 藏離精失意恍惚，三焦齊逆兮魂魄飛揚！」
古傳：「傷人七分，損己三分！」
正所謂「一拳七傷，七者皆傷，呢鑊真攞命」

## 來源
1. ↑  出自《倚天屠龍記》第二十一章　排難解紛當六強